# Doesus telephoroides
Doesus telephoroides är en skalbaggsart som beskrevs av Francis Polkinghorne Pascoe 1862. Doesus telephoroides ingår i släktet Doesus och familjen långhorningar.
Artens utbredningsområde är:
- Laos.
- Mali.
- Nigeria.
- Senegal.

Inga underarter finns listade i Catalogue of Life.